# Eugeniusz Szaposznikow
Eugeniusz Szaposznikow (né le 17 juillet 1917 - mort le 8 juillet 1991 à Nottingham) est un pilote de chasse polonais, as des forces armées polonaises de la Seconde Guerre mondiale.

## Biographie
Eugeniusz Szaposznikow prend part à la campagne de Pologne au sein de la 111e escadrille de chasse. Le 1er septembre 1939 il endommage un He 111.
Après la campagne, il est évacué en Roumanie, d'où il arrive en France. Il combat dans le groupe de chasse II/6. Après la capitulation de la France, il gagne l'Angleterre et le 2 août 1940 il reçoit son affectation dans la 303e escadrille de chasse polonaise. Il participe à la bataille d'Angleterre. En mai 1941, il devient instructeur dans une école de pilotage. Le 14 décembre 1943, il est envoyé à la 316e escadrille de chasse polonaise et le 21 décembre de la même année, il revient à la 303e escadrille.
Après la guerre, il reste en Grande-Bretagne et change son nom en Sharman.

## Decorations
- Ordre militaire de Virtuti Militari
- La croix de la Valeur Krzyż Walecznych - 4 fois
- Croix du mérite (Krzyż Zasługi)
- Distinguished Flying Medal

## Tableau de chasse
8 victoires homologuées:
- 5 Me 109
- 2 Me 110
- 1 Do 215
- 1/3 Hs 126

2 avions endommagés:
- He 111
- Me 109

## Promotions militaires
| sous-lieutenant | novembre 1941     |
| lieutenant      | 1er novembre 1942 |
| capitaine       | 1er novembre 1944 |